# Migingo
Migingo ist eine knapp fußballfeldgroße Insel im Victoriasee, die sich etwa fünf Meter hoch aus dem See erhebt und zwischen Uganda und Kenia umstritten ist. Die Felseninsel ist heute frei von jeder Vegetation, da nahezu jeder Quadratmeter mit Hütten überbaut ist, und wird permanent von etwa 400 Fischern bewohnt. Grund für den Streit zwischen den beiden Ländern, der beinahe zu einer militärischen Konfrontation geführt hat, ist der außergewöhnliche Fischreichtum des umliegenden Gewässers. Wertvoll ist dabei vor allen Dingen der Victoriabarsch, der ein wichtiges Exportgut der Region ist. 
Faktisch übt zur Zeit Uganda die Herrschaft über Migingo aus. In der unmittelbaren Nachbarschaft von Migingo finden sich dagegen Usingo Island und die zu Kenia gehörende Insel Pyramid Island. Gelegentlich werden die drei Inseln auch zusammen als die Migingo-Inseln bezeichnet.

## Entwicklung und Hintergründe des Gebietskonfliktes
Zwei kenianische Fischer, Dalmas Tembo und George Kibebe, beanspruchen, bereits 1991 auf der Insel gesiedelt zu haben, ein ugandischer Fischer, Joseph Nsubuga, kam 2004 dorthin, fand nur eine verlassene Hütte vor und ließ sich dort nieder. Die Insel ist inzwischen sowohl von kenianischen als auch ugandischen Fischern und Händlern bewohnt und es kommt regelmäßig zu Konflikten zwischen ihnen. Drei Soldaten, ein Dutzend Polizisten und acht Marinesoldaten aus Uganda sind auf der Insel stationiert. Ihre Zahl wird durch die geringe Fläche beschränkt. Dem aktuellen Vorsitzenden der Ostafrikanischen Gemeinschaft, Paul Kagame, gelang allerdings die Verpflichtung der beiden Parteien auf eine diplomatische Lösung. Inzwischen ist eine ugandisch-kenianische Expertenkommission zur Klärung der Zugehörigkeit Migingos eingerichtet worden.
Der Grenzverlauf im Victoriasee wird anerkanntermaßen durch das britische Kolonialgesetz über den Grenzverlauf geregelt. Das Problem: Die Insel existierte damals noch nicht, sie tauchte erst in den 1960er Jahren aufgrund des sinkenden Wasserspiegels des Victoriasees auf. Dieser und der obigen Darstellung, dass 1991 dort Kenianer gesiedelt haben, steht die Aussage des ugandischen Ministers Isaac Musumba in einem Zeitungsinterview entgegen, laut der die Insel in den 1960er Jahren aufgrund des hohen Wasserstandes des Victoriasees versunken und erst 2004 wieder aufgetaucht sei. Dass die staatliche Zugehörigkeit der oben erwähnten Pyramid Island eindeutig ist, bekommt im Zusammenhang mit dem Konflikt um Migingo eine neue Bedeutung: Die Verfassung Ugandas von 1955 erwähnt Pyramid Island bei der Beschreibung des Grenzverlaufes, die Grenze zum östlich gelegenen Kenia verläuft an ihrer Westspitze, womit die Insel selbst zu Kenia gehört. Die kleine Pyramid Island hat damit als eine Art „Grenzmarkierung“ Bedeutung im Konflikt um die umstrittene Insel Migingo bekommen: Liegt Migingo westlich von Pyramid Island, gehört sie zu Uganda, liegt sie östlich, gehört sie zu Kenia. Laut Karten liegt Migingo östlich der Westspitze von Pyramid Island, was die Zugehörigkeit zu Kenia bedeutet.